# Landtagswahlkreis Hansestadt Rostock II
Der Landtagswahlkreis Hansestadt Rostock II (bis 2015: Rostock II) ist ein Landtagswahlkreis in Mecklenburg-Vorpommern. Er umfasst von der Hansestadt Rostock die Ortsteile Lütten Klein, Evershagen und Reutershagen (ohne „Komponistenviertel“).

## Wahl 2021
Bei der Landtagswahl 2021 traten folgende Parteien und Direktkandidaten an:
| Partei               | Direktkandidat         | Erststimmen      | Zweitstimmen     |
| -------------------- | ---------------------- | ---------------- | ---------------- |
| SPD                  | Rainer Albrecht        | 39,4 %           | 44,6 %           |
| AfD                  | Michael Meister        | 13,1 %           | 11,8 %           |
| CDU                  | Ija Schramko           | 9,1 %            | 7,8 %            |
| Die LINKE            | Christian Albrecht     | 16,7 %           | 14,2 %           |
| GRÜNE                | Claudia Schulz         | 8,5 %            | 7,2 %            |
| FDP                  | Carl-Henning Clodius   | 5,5 %            | 5,0 %            |
| NPD                  | –                      | –                | 0,6 %            |
| Tierschutzpartei     | Seraphine Antonia Jörn | 3,7 %            | 2,5 %            |
| Freier Horizont      | –                      | –                | 0,2 %            |
| Die PARTEI           | –                      | –                | 1,3 %            |
| FREIE WÄHLER MV      | René Eichhorn          | 1,9 %            | 0,9 %            |
| PIRATEN              | –                      | –                | 0,5 %            |
| LKR                  | –                      | –                | 0,0 %            |
| DKP                  | –                      | –                | 0,1 %            |
| Bündnis C            | Arne Gericke           | 0,1 %            | 0,1 %            |
| TIERSCHUTZ hier!     | –                      | –                | 0,4 %            |
| dieBasis             | Mandy Klaschik         | 2,0 %            | 1,7 %            |
| DiB                  | –                      | –                | 0,1 %            |
| FPA                  | –                      | –                | 0,0 %            |
| ÖDP                  | –                      | –                | 0,1 %            |
| Die Humanisten       | –                      | –                | 0,2 %            |
| Gesundheitsforschung | –                      | –                | 0,2 %            |
| Team Todenhöfer      | –                      | –                | 0,2 %            |
| UNABHÄNGIGE          | –                      | –                | 0,2 %            |
| Wahlberechtigte      | 36.777 Einwohner       | 36.777 Einwohner | 36.777 Einwohner |
| Wahlbeteiligung      | 67,0                   | 67,0             | 67,0             |

## Wahl 2016
Bei der Landtagswahl in Mecklenburg-Vorpommern 2016 gab es in diesem Wahlkreis folgendes Ergebnis::
| Partei           | Direktkandidat  | Erststimmen | Zweitstimmen |
| ---------------- | --------------- | ----------- | ------------ |
| SPD              | Rainer Albrecht | 36,3 %      | 36,1 %       |
| CDU              | Frank Giesen    | 13,5 %      | 12,8 %       |
| DIE LINKE        | Karsten Kolbe   | 21,6 %      | 18,3 %       |
| GRÜNE            | Claudia Schulz  | 5,9 %       | 4,5 %        |
| NPD              | –               | –           | 2,0 %        |
| FDP              | Robert Bock     | 3,1 %       | 2,4 %        |
| PIRATEN          | –               | –           | 0,6 %        |
| FAMILIE          | –               | –           | 1,0 %        |
| FREIE WÄHLER     | –               | –           | 0,4 %        |
| Die PARTEI       | –               | –           | 1,2 %        |
| Die Achtsamen    | –               | –           | 0,1 %        |
| ALFA             | –               | –           | 0,2 %        |
| AfD              | Christel Weißig | 19,6 %      | 18,5 %       |
| Bündnis C        | –               | –           | 0,1 %        |
| DKP              | –               | –           | 0,2 %        |
| Freier Horizont  | –               | –           | 0,4 %        |
| Tierschutzpartei | –               | –           | 1,5 %        |
| Wahlberechtigte  | 38.131          | 38.131      | 38.131       |
| Wahlbeteiligung  | 59,2 %          | 59,2 %      | 59,2 %       |

## Wahl 2011
Bei der Landtagswahl in Mecklenburg-Vorpommern 2011 gab es folgende Ergebnisse:
| Partei          | Direktkandidat     | Erststimmen     | Zweitstimmen    |
| --------------- | ------------------ | --------------- | --------------- |
| SPD             | Rainer Albrecht    | 38,6 %          | 38,2 %          |
| DIE LINKE       | Ida Schillen       | 30,3 %          | 26,8 %          |
| CDU             | Jörg Otto Czimczik | 14,7 %          | 13,4 %          |
| GRÜNE           | Claudia Schulz     | 9,4 %           | 8,6 %           |
| NPD             | Birger Lüssow      | 5,3 %           | 5,0 %           |
| PIRATEN         |                    |                 | 2,8 %           |
| FAMILIE         |                    |                 | 1,9 %           |
| FDP             | Rolando Schadowski | 1,7 %           | 1,6 %           |
| FREIE WÄHLER    |                    |                 | 0,4 %           |
| Die PARTEI      |                    |                 | 0,2 %           |
| AB              |                    |                 | 0,2 %           |
| APD             |                    |                 | 0,2 %           |
| AUF             |                    |                 | 0,1 %           |
| REP             |                    |                 | 0,1 %           |
| PBC             |                    |                 | 0,1 %           |
| ödp             |                    |                 | 0,1 %           |
| Wahlberechtigte | 39291 Einwohner    | 39291 Einwohner | 39291 Einwohner |
| Wahlbeteiligung | 49,6 %             | 49,6 %          | 49,6 %          |

## Wahl 2006
Bei der Landtagswahl in Mecklenburg-Vorpommern 2006 gab es folgende Ergebnisse:
| Partei          | Direktkandidat        | Erststimmen     | Zweitstimmen    |
| --------------- | --------------------- | --------------- | --------------- |
| SPD             | Jan Brockmann         | 30,7 %          | 35,9 %          |
| PDS             | Wolfgang Methling     | 32,2 %          | 24,2 %          |
| CDU             | Frank Giesen          | 18,6 %          | 18,0 %          |
| FDP             | Henryk Blöhe          | 6,0 %           | 8,1 %           |
| NPD             | Ronny Schulz          | 5,4 %           | 5,7 %           |
| GRÜNE           | Andreas Tesche        | 2,8 %           | 2,9 %           |
| GRAUE           | Manfred Lungershausen | 2,0 %           | 1,9 %           |
| Bündnis für M-V | Friedrich Koch        | 1,4 %           | 1,0 %           |
| FAMILIE         |                       |                 | 0,9 %           |
| WASG            | Torsten Sting         | 0,9 %           | 0,7 %           |
| Deutschland     |                       |                 | 0,2 %           |
| PBC             |                       |                 | 0,2 %           |
| APD             |                       |                 | 0,2 %           |
| AGFG            |                       |                 | 0,2 %           |
| AB              |                       |                 | 0,1 %           |
| Offensive D     |                       |                 | 0,0 %           |
| Wahlberechtigte | 39177 Einwohner       | 39177 Einwohner | 39177 Einwohner |
| Wahlbeteiligung | 57,5 %                | 57,5 %          | 57,5 %          |

## Wahl 2002
Bei der Landtagswahl in Mecklenburg-Vorpommern 2002 gab es folgende Ergebnisse:
| Partei          | Direktkandidat    | Erststimmen     | Zweitstimmen    |
| --------------- | ----------------- | --------------- | --------------- |
| SPD             | Angelika Voland   | 46,7 %          | 48,5 %          |
| PDS             | Annegrit Koburger | 24,8 %          | 21,8 %          |
| CDU             | Marita Deutsch    | 22,0 %          | 21,0 %          |
| FDP             | Robert Hasenjäger | 3,6 %           | 3,1 %           |
| GRÜNE           | Matthias Lissner  | 2,8 %           | 2,1 %           |
| Schill          |                   |                 | 1,4 %           |
| SPASSPARTEI     |                   |                 | 0,7 %           |
| NPD             |                   |                 | 0,5 %           |
| GRAUE           |                   |                 | 0,3 %           |
| Bürgerpartei MV |                   |                 | 0,2 %           |
| REP             |                   |                 | 0,1 %           |
| V.P.M.V.        |                   |                 | 0,1 %           |
| PBC             |                   |                 | 0,1 %           |
| SLP             |                   |                 | 0,0 %           |
| Wahlberechtigte | 39458 Einwohner   | 39458 Einwohner | 39458 Einwohner |
| Wahlbeteiligung | 70,8 %            | 70,8 %          | 70,8 %          |